# Big Bear
Mistahi-maskwa (en cree ᒥᐢᑕᐦᐃᒪᐢᑿ, traducido al español como Gran Oso o al inglés como Big Bear (Jackfish Lake c. 1825 - 17 de enero de 1888) fue jefe de los indios norteamericanos cree involucrado en varios escenarios de la historia canadiense. Fue nombrado jefe de su tribu a la edad de 40 años tras la muerte de su padre, Pólvora Negra (Black Powder), bajo el gobierno armonioso e inclusivo de su padre que afectó directamente su propio liderazgo. Big Bear es conocido por su participación en el Tratado 6 y la Rebelión del Noroeste de 1885. Fue uno de los pocos grandes jefes que se opuso a la firma del tratado con el gobierno canadiense. Sintió que firmar el tratado tendría, en última instancia, efectos devastadores sobre su nación y en otras naciones indígenas. Esto incluyó perder el estilo de vida nómada libre al que su nación y otras estaban acostumbradas. Oso Grande también participó en una de las últimas grandes batallas entre las naciones Cree y Pies Negros. Fue uno de los líderes que lideró a su pueblo en la última y más grande batalla en las llanuras canadienses.

## Biografía
Oso Grande nació a orillas del Lago Jackfish, cerca del futuro campo de batalla Battleford. Fue hijo del jefe Muckitoo, conocido en inglés como Pólvora Negra, un jefe menor de una tribu combinada Cree-Ojibwa de las Llanuras, de unas 80 personas, que eran considerados "verdaderos cazadores nómadas". Poco se sabe sobre la madre de Oso Grande. Pólvora Negra llevó a su comunidad a las llanuras del río Saskatchewan Norte, una comunidad mixta de Cree, Ojibwa y Assiniboine, donde vivían bajo el auspicio de la tribu rival de los pies negros (o Pieds-noirs).: 13  Los Cree estaban aliados con los Assiniboines y los Crow bajo el liderazgo de Sweet Grass contra los Pies Negros.
Oso Grande se vio bajo la influencia de una poderosa combinación místico-religiosa. En la primavera de 1837, la viruela afectó a la comunidad de Oso Grande y provocó la rápida salida de los cree de las llanuras. Oso Grande fue infectado con el virus pero, a diferencia de muchos en la comunidad, después de dos meses de agonía, sobrevivió, aunque le dejó la cara parcialmente desfigurada. Durante la infección Oso Grande tuvo varias visioness relacionados con los anglocanadienses y la compra de tierras indígenas. Esta y otras experiencias espirituales confirmaron su éxito como líder de su tribu.

## Liderazgo

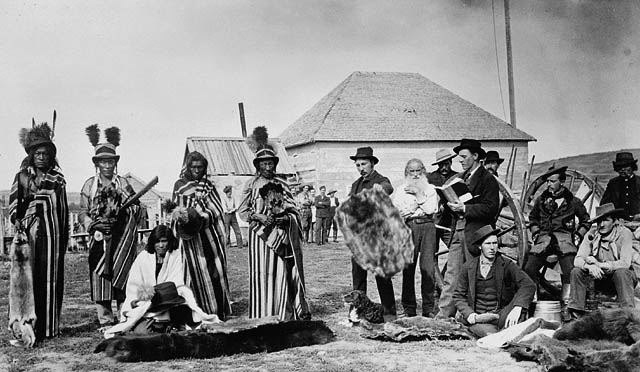
Big Bear comerciando en Fort Pitt en 1884 (de izquierda a derecha): Four Sky Thunder, Sky Bird, Matoose, Napasis, Big Bear, Angus McKay, Otto Dufresne, Louis Goulet, Stanley Simpson, Mr. Rowley, Alex McDonald, Captain R. B. Sletch, Sr. Edmund y Henry Dufrain.

Gran Oso era a finales de 1860 el jefe de su grupo pero en 1874 llegó a ser jefe de todos los grupos cree de la pradera. Siempre se negó a firmar tratados con los blancos, pero en 1882 se vio obligado empujado por el hambre. Gran Oso era un reconocido guerrero y cazador, defensor de su comunidad. Estuvo involucrado también en ataques contra los enemigos de los Cree.
En junio de 1884, los líderes cree Gran Oso y Hacedor de Corrales (traducido su nombre al inglés desde el cree como Poundmaker) discutieron independientemente sobre los problemas de su pueblo, y luego tuvieron encuentros con Louis Riel, en el marco de la Rebelión del Noroeste. Sin embargo, los problemas de los nativos americanos eran muy diferentes de los problemas de los colonos anglófonos, y no se llegaron a acuerdos.
La Batalla del Río Belly fue una de las batallas más grandes en las que participaron los Cri en octubre de 1870. Gran Oso y su banda estuvieron involucrados en un ataque entre los Cri de las llanuras y sus enemigos, la tribu Pies Negros, junto al río Belly, cerca de la actual Lethbridge, en Alberta. Conocida por ser la batalla india más grande que se libró en las llanuras canadienses, la banda pies negros solo perdió 40 guerreros mientras que los cri perdieron entre 200 y 300. Esta fue la última batalla que se libró entre las Primeras Naciones. Las décadas que siguieron a esta batalla trajeron un aumento de los asentamientos blancos, así como la presencia policial y gubernamental y la desaparición del búfalo.
En 1885 apoyó la revuelta de Hacedor de Corrales, pero fue derrotado: condenado a tres años de prisión, en 1887 fue puesto en libertad por estar enfermo, muriendo en la reserva india.

## Tratado 6
A comienzos de los años 1870, Oso Grande y su tribu habían alcanzado el punto más elevado de desarrollo social. Empezó a hacerse cada vez más evidente que estas condiciones no durarían para siempre. Las enfermedades habían comenzado a devastar a su pueblo y la disminución del número de búfalos amenazaba su fuente de alimento y su economía. Ello bastó para preocupar a Oso Grande como padre y como jefe. El 14 de agosto de 1874, la Compañía de la Bahía de Hudson visitó a Oso Grande y sus compañeros cree. Esto fue visto como algo peculiar para Oso Grande y su gente, ya que la Compañía de la Bahía de Hudson habría tenido que viajar siete días desde el puesto comercial más cercano para visitar su campamento. La Compañía de la Bahía de Hudson llegó con cuatro carretas llenas de suministros. William McKay (viejo amigo de Oso Grande) lo acompañó en el viaje y advirtió a Oso Grande sobre el establecimiento de la Policía Montada del Noroeste en el área. McKay le dijo a Oso Grande que la Policía Montada del Noroeste debía preservar el oeste como canadiense y que no debía interferir sino proteger los intereses aborígenes. Al final de la visita, McKay y la HBC distribuyeron obsequios a las 65 tiendas de la gente de Oso Grande; sin embargo, algunos se mostraron reacios, al ver los obsequios y a la Policía Montada del Noroeste como un medio de apaciguamiento e incentivo para iniciar el proceso del tratado con Canadá. 
Oso Grande inició conversaciones con el gobierno canadiense en los años 1870 para elaborar un tratado. Oso Grande nunca estuvo abierto a la idea de vivir en una reserva, ya que temía perder su libertad y su identidad como cazador. Pero sabía que la mejor manera para él y su banda de evitar el hambre era firmar un tratado con el gobierno canadiense. En 1876, todos los principales jefes cree de las llanuras habían firmado el Tratado 6, excepto Oso Grande. Oso Grande detuvo la firma porque creía que el gobierno canadiense violaría el tratado. Oso Grande dijo: "No queremos ninguno de los regalos de la Reina: cuando colocamos una trampa para zorros, esparcimos trozos de carne por todos lados, pero cuando el zorro entra en la trampa, lo golpeamos en la cabeza. No queremos cebos. Deja que tus jefes vengan como hombres y hablen con nosotros.": 70 Oso Grande creía que el gobierno canadiense les estaba diciendo a él y a sus compañeros jefes lo que querían oír. Esto llevó a Oso Grande a resistirse a firmar y buscar mejores condiciones para el Tratado 6.
Oso Grande hizo varios intentos de advertir a los demás contra la firma del Tratado 6. En un momento, montó a caballo hasta cada poblado de la zona instando a la gente a no firmar el tratado y a no ceder la tierra, porque era muy rica en recursos naturales. Oso Grande también resistió públicamente tanto en Fort Carleton como en Fort Pitt, donde estaban firmando el tratado. Oso Grande comprendió la importancia de aprovechar al máximo este tratado, ya que tendría implicaciones para las generaciones venideras. Oso Grande también cuestionó la visión del mundo eurocéntrica y el nuevo orden que se genera con estos tratados.
Otros intentaron desacreditar a Oso Grande en su intento de cambiar el Tratado 6. John McDougall intentó en varias ocasiones descartarlo. Afirmó que Oso Grande era un forastero, que no era de la zona y que no merecía la estima que tenía entre la gente de esta zona.: 75–6  Esto no era cierto, ya que era un cree pero además su padre era saulteaux (u ojibwa, el otro grupo aborigen presente en la firma del Tratado 6). No era un extraño sino más bien el líder de un grupo de personas que tenía elementos de ambas culturas. : 76  Aunque inicialmente Oso Grande se resistió a firmarlo, firmó el Tratado 6 en 1882. Lo hizo porque creía que no tenía otra opción. Oso Grande temió que los otros jefes lo traicionaron cuando firmaron el tratado después de todas sus advertencias.